# Choi Se-bin
Choi Se-bin (em coreano:  최세빈; 11 de agosto de 2000) é uma esgrimista sul-coreana.

## Carreira
Em 2019, logo após terminar o ensino médio, ingressou na equipe de esgrima do Governo Provincial de Jeollanam-do. Em abril do mesmo ano, foi selecionada pela primeira vez como membro da seleção nacional e fez sua estreia como seleção adulta, ficando em 128º lugar na prova individual do Grande Prêmio realizado em Seul.
Nos Jogos Olímpicos de Verão de 2024, em Paris, conquistou a medalha de prata na disputa de sabre por equipes ao lado de Jeon Ha-young, Jeon Eun-hye e Yoon Ji-su.